# Alt

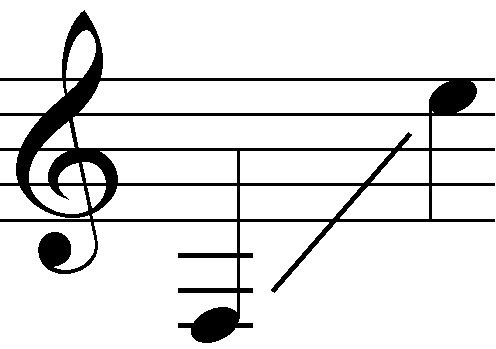
Tónový rozsah altu

Alt (z  latinského altus – vysoký) je ve vokální terminologii – v protikladu k jazykovému původu tohoto výrazu – nejnižší ženský nebo dětský hlasový obor. Název „altus“ pochází ze středověku, kdy byl tento hlas nejvyšším v mužském sboru (v některých případech je nutné vyšší polohy zpívat falzetem). Rozsah přibližně f - f2.
V operách nejsou altové polohy hlasu tak často využívány jako soprán nebo mezzosoprán, protože alt má méně výraznou, temnější barvu tónu. Známou altovou rolí je mj. Cikánka Azucena v opeře Giuseppe Verdiho Trubadúr (Il trovatore).
Pro altové hlasové polohy byly napsány některé kalhotkové role, kdy altistky zpívají v rolích mladých mužů. Velmi nízký alt se nazývá kontraalt.